# Bill Dow

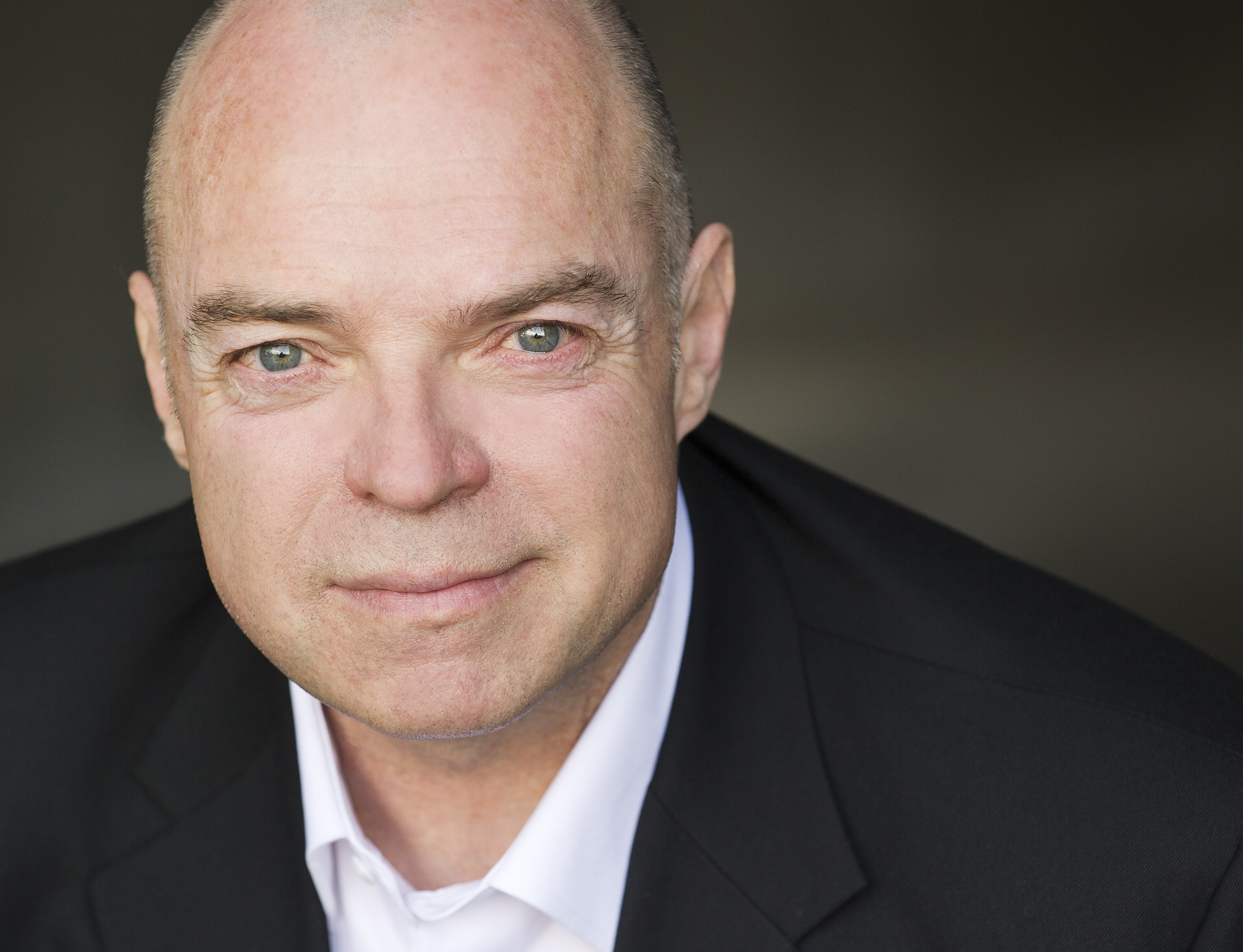
Bill Dow en 2012

Bill Dow es un actor, director y guionista de teatro, cine y televisión. Es más conocido por interpretar a Bill Lee en la franquicia Stargate. 

## Carrera
También tuvo papeles recurrentes como Russ Hathaway en la serie dramática canadiense Da Vinci's Inquest, como Mr. Parkman en Pasadena, Dr. Charles Burks en The X Files, y Dr. Veet en la película, Absolute Zero. Bill Dow ha tenido otros muchos papeles, como estrella invitada y como personaje recurrente, en una gran variedad de series de televisión, tales como Kyle XY y largometrajes, y ha dirigido varias producciones de teatro galardonadas por el Vancouver Playhouse donde ha sido Asociado Artístico Asocia durante muchos años.
Como actor, Dow ha interpretado muchos papeles protagonistas, incluyendo una interpretación en 2004 ganadora del Jessie Award como Martin Dysart en Equus. Trabajó como director artístico asociado en el Festival Blyth y en el Teatro Belfry, y residente dramaturgo en la Colonia para Autores de Teatro de Banff. 

## Vida personal
Dow completó su Doctorado interdisciplinario en Teatro y Mitología Clasíco en la Universidad Simon Fraser en 2013. Sus estudios incluyen un exam de la tragedia griega y la escritura de una 'nueva' tragedia, la Flecha de Cupido, que cuenta los comienzos de la historia de Jasón y Medea, una precuela a Medea, de Eurípides. Él mantiene una carrera activa como actor y director mientras enseña Teatro y Mitología en la Universidad Simon Fraser. 